# Gaspar Gentile
Gaspar Gentile (Los Quirquinchos, Argentina, 16 de febrero de 1995) es un futbolista argentino nacionalizado peruano. Juega como delantero y su equipo actual es Alianza Lima de la Liga 1 del Perú. 

## Trayectoria
Inició su carrera en las divisiones juveniles de Newell's Old Boys. En 2016 fue incorporado por Ferro Carril Oeste, equipo del Torneo Federal A, donde debutó el 7 de febrero en un encuentro frente a Tiro Federal. En octubre del mismo año anotó su primer gol en una victoria como visitante ante Defensores de Belgrano.
En julio de 2017 se incorporó a Temperley, equipo de la Primera División de Argentina, y debutó en la máxima categoría el 10 de septiembre en un partido contra Racing Club. En julio de 2018 fue cedido a Alvarado y, tras regresar brevemente a Temperley en junio de 2019, fue transferido de manera definitiva a Alvarado.
En febrero de 2020 finalizó su vínculo con Alvarado y se trasladó al fútbol peruano para unirse a la Universidad San Martín, con la que debutó el 8 de marzo en un empate ante Atlético Grau.
El 9 de diciembre de 2020 fue anunciado como nuevo jugador del UTC, donde permaneció hasta el final de la temporada 2023, con un total de 99 partidos disputados y 23 goles convertidos. En 2024 pasó a formar parte del Deportivo Garcilaso. En 2025 se incorporó a Cienciano, equipo con el que participó en el Torneo Apertura y en la Copa Sudamericana, alcanzando los octavos de final del torneo continental.
En junio de 2025 fue transferido al Alianza Lima, tras el pago de la cláusula de rescisión, firmando un contrato hasta el final de la temporada 2027.

## Estadísticas

### Clubes
Actualizado al último partido jugado el 30 de mayo de 2025.
| Club | Div.          | Temporada     | Liga  | Liga  | Copas nacionales(1) | Copas nacionales(1) | Copas internacionales(2) | Copas internacionales(2) | Total(3) | Total(3) |
| Club | Div.          | Temporada     | Part. | Goles | Part.               | Goles               | Part.                    | Goles                    | Part.    | Goles    |
| --- | ------------- | ------------- | ----- | ----- | ------------------- | ------------------- | ------------------------ | ------------------------ | -------- | -------- |
| Ferro Carril Oeste (GP) Argentina | 2.ª           | 2016-17       | 39    | 1     | —                   | —                   | —                        | —                        | 39       | 1        |
| Ferro Carril Oeste (GP) Argentina | Total club    | Total club    | 39    | 1     | 0                   | 0                   | 0                        | 0                        | 39       | 1        |
| Temperley Argentina | 1.ª           | 2017-18       | 9     | 0     | —                   | —                   | —                        | —                        | 9        | 0        |
| Temperley Argentina | Total club    | Total club    | 9     | 0     | 0                   | 0                   | 0                        | 0                        | 9        | 0        |
| Alvarado Argentina | 2.ª           | 2018-19       | 31    | 6     | —                   | —                   | —                        | —                        | 31       | 6        |
| Alvarado Argentina | 2.ª           | 2019-20       | 7     | 0     | 3                   | 1                   | —                        | —                        | 10       | 1        |
| Alvarado Argentina | Total club    | Total club    | 38    | 6     | 3                   | 1                   | 0                        | 0                        | 41       | 7        |
| Universidad de San Martín · Perú | 1.ª           | 2020          | 21    | 3     | —                   | —                   | —                        | —                        | 21       | 3        |
| Universidad de San Martín · Perú | Total club    | Total club    | 21    | 3     | 0                   | 0                   | 0                        | 0                        | 21       | 3        |
| Univ. Técnica de Cajamarca · Perú | 1.ª           | 2021          | 25    | 3     | 3                   | 1                   | 2                        | 0                        | 30       | 4        |
| Univ. Técnica de Cajamarca · Perú | 1.ª           | 2022          | 34    | 13    | —                   | —                   | —                        | —                        | 34       | 13       |
| Univ. Técnica de Cajamarca · Perú | 1.ª           | 2023          | 35    | 6     | —                   | —                   | —                        | —                        | 35       | 6        |
| Univ. Técnica de Cajamarca · Perú | Total club    | Total club    | 94    | 22    | 3                   | 1                   | 2                        | 0                        | 99       | 23       |
| Deportivo Garcilaso · Perú | 1.ª           | 2024          | 34    | 5     | —                   | —                   | 7                        | 1                        | 41       | 6        |
| Deportivo Garcilaso · Perú | Total club    | Total club    | 34    | 5     | 0                   | 0                   | 7                        | 1                        | 41       | 6        |
| Cienciano · Perú | 1.ª           | 2025          | 8     | 2     | —                   | —                   | 7                        | 4                        | 15       | 6        |
| Cienciano · Perú | Total club    | Total club    | 8     | 2     | 0                   | 0                   | 7                        | 4                        | 15       | 6        |
| Total carrera | Total carrera | Total carrera | 243   | 39    | 6                   | 2                   | 16                       | 5                        | 265      | 46       |
| (1) Incluye datos de Copa Argentina y Copa Bicentenario. (2) Incluye datos de la Copa Sudamericana y Copa Libertadores. (3) No incluye goles en partidos amistosos. |               |               |       |       |                     |                     |                          |                          |          |          |

## Palmarés

### Distinciones individuales
| Distinción                          | Año  |
| ----------------------------------- | ---- |
| Nominado a gol del año de la Liga 1 | 2021 |